# Liste der denkmalgeschützten Objekte in Neusiedl an der Zaya
Die Liste der denkmalgeschützten Objekte in Neusiedl an der Zaya enthält die 10 denkmalgeschützten, unbeweglichen Objekte der Marktgemeinde Neusiedl an der Zaya im niederösterreichischen Bezirk Gänserndorf.

## Denkmäler
| Foto |                 | Denkmal                                                                  | Standort                                             | Beschreibung | Metadaten |
| ---- | --------------- | ------------------------------------------------------------------------ | ---------------------------------------------------- | --- | --- |
| ja   | Datei hochladen | Bildstock, sog. Pestsäule HERIS-ID: 10505 Objekt-ID: 6564                | bei Bahnstraße 12 Standort KG: Neusiedl an der Zaya  | Der Bildstock weist Halbsäulen mit Figurennischen aus dem 17. Jahrhundert und Sgraffiti auf.                                                       | BDA-Hist.: Q38071454 Status: § 2a Stand der BDA-Liste: 2025-06-30 Name: Bildstock, sog. Pestsäule GstNr.: 4149/11 Bildstock 6564, Neusiedl an der Zaya                              |
| ja   | Datei hochladen | Turmruine HERIS-ID: 10503 Objekt-ID: 6562                                | Hauptstraße 40 Standort KG: Neusiedl an der Zaya     | Zweigeschoßige Ruine eines spätgotischen Wehrturms.                                                                                                | BDA-Hist.: Q38071409 Status: Bescheid Stand der BDA-Liste: 2025-06-30 Name: Turmruine GstNr.: 280, 283/4 Turmruine Neusiedl an der Zaya                                             |
| ja   | Datei hochladen | Figurenbildstock hl. Johannes Nepomuk HERIS-ID: 10504 Objekt-ID: 6563    | bei Hauptstraße 97 Standort KG: Neusiedl an der Zaya | Die Steinfigur ist von zwei Putti umgeben und hat ein Chronogramm von 1755.                                                                        | BDA-Hist.: Q38071418 Status: § 2a Stand der BDA-Liste: 2025-06-30 Name: Figurenbildstock hl. Johannes Nepomuk GstNr.: 4392/1 Statue of John of Nepomuk, Neusiedl an der Zaya        |
| ja   | Datei hochladen | Kath. Pfarrkirche hll. Petrus und Paulus HERIS-ID: 10501 Objekt-ID: 6560 | bei Kirchenplatz 1 Standort KG: Neusiedl an der Zaya | Der Barockbau mit gotischem Baukern wurde 1844 erweitert und umgebaut.                                                                             | BDA-Hist.: Q38071376 Status: § 2a Stand der BDA-Liste: 2025-06-30 Name: Kath. Pfarrkirche hll. Petrus und Paulus GstNr.: 1 Pfarrkirche hll. Petrus und Paulus, Neusiedl an der Zaya |
| ja   | Datei hochladen | Ehem. Friedhof/Kirchhof HERIS-ID: 10502 Objekt-ID: 6561                  | bei Kirchenplatz 1 Standort KG: Neusiedl an der Zaya | Der Friedhof umschließt die Kirche. | BDA-Hist.: Q38071398 Status: § 2a Stand der BDA-Liste: 2025-06-30 Name: Ehem. Friedhof/ Kirchhof GstNr.: 2 Kirchhof Neusiedl an der Zaya                                            |
| ja   | Datei hochladen | Florianikapelle HERIS-ID: 10506 Objekt-ID: 6565                          | Standort KG: Neusiedl an der Zaya                    | Die spätbarocke Kapelle steht am östlichen Ortsausgang von Hauskirchen und hat eine Figur des heiligen Florian aus dem 18. Jahrhundert. Anmerkung: | BDA-Hist.: Q38071494 Status: Bescheid Stand der BDA-Liste: 2025-06-30 Name: Florianikapelle GstNr.: 4021/2 Florianikapelle, Neusiedl an der Zaya                                    |
| ja   | Datei hochladen | Gassenfronthaus HERIS-ID: 10508 Objekt-ID: 6567                          | Sankt Ulrich 38 Standort KG: St. Ulrich              | Gassenfronthaus hat eine Biedermeierfassade aus der ersten Hälfte des 19. Jahrhunderts.                                                            | BDA-Hist.: Q38071549 Status: Bescheid Stand der BDA-Liste: 2025-06-30 Name: Gassenfronthaus GstNr.: 105/1 Gassenfronthaus, St. Ulrich (Neusiedl an der Zaya)                        |
| ja   | Datei hochladen | Kath. Filialkirche hl. Ulrich HERIS-ID: 10507 Objekt-ID: 6566            | bei Sankt Ulrich 63 Standort KG: St. Ulrich          | Der schlichte Biedermeierbau wurde 1820–1822 erbaut.                                                                                               | BDA-Hist.: Q38071542 Status: § 2a Stand der BDA-Liste: 2025-06-30 Name: Kath. Filialkirche hl. Ulrich GstNr.: 1283 Filialkirche hl. Ulrich, St. Ulrich (Neusiedl an der Zaya)       |
| ja   | Datei hochladen | Tabernakelpfeiler HERIS-ID: 11068 Objekt-ID: 7137                        | bei Sankt Ulrich 80 Standort KG: St. Ulrich          | Der spätbarocke Tabernakelbildstock aus der zweiten Hälfte des 18. Jahrhunderts befindet sich am nördlichen Ortsausgang.                           | BDA-Hist.: Q38088768 Status: § 2a Stand der BDA-Liste: 2025-06-30 Name: Tabernakelpfeiler GstNr.: 1009/6 Tabernakelpfeiler, St. Ulrich (Neusiedl an der Zaya)                       |
| ja   | Datei hochladen | Bildstock HERIS-ID: 10509 Objekt-ID: 6568                                | Standort KG: St. Ulrich                              | Der Bildstock mit Marienfigur befindet sich in der Ortsmitte von St. Ulrich.                                                                       | BDA-Hist.: Q38071559 Status: § 2a Stand der BDA-Liste: 2025-06-30 Name: Bildstock GstNr.: 135/1 Bildstock 6568, St. Ulrich (Neusiedl an der Zaya)                                   |